# Campionato europeo maschile under 19 di pallavolo 2001
Il campionato europeo pre-juniores di pallavolo maschile 2001 si è svolto dal 16 al 21 aprile 2001 a Liberec, in Repubblica Ceca. Al torneo hanno partecipato 8 squadre nazionali europee e la vittoria finale è andata per la terza volta, la seconda consecutiva, alla Russia.

## Qualificazioni
Hanno partecipato al campionato europeo pre-juniores la nazionale del paese ospitante, la prima classificata al campionato europeo pre-juniores 1999 e sei squadre provenienti dai gironi di qualificazioni.

## Regolamento
Le squadre sono state divise in un due gironi, disputando un girone all'italiana: al termine della prima fase, le prime due classificate di ogni girone hanno acceduto alle semifinali per il primo posto, mentre le ultime due classificate di ogni girone hanno acceduto alle semifinali per il quinto posto.

## Gironi
| Girone A                         | Girone B                            |
| -------------------------------- | ----------------------------------- |
| Francia Germania Russia Slovenia | Italia Polonia Rep. Ceca Slovacchia |

## Fase finale

### Finali 1º - 3º posto
|  | Semifinali | Semifinali | Semifinali |        |         | 1º/2º posto | 1º/2º posto | 1º/2º posto |  |
|  |            |            |            |        |         |             |             |             |  |
|  | Polonia    | Polonia    | 3          |        |         |             |             |             |  |
|  | Polonia    | Polonia    | 3          |        |         |             |             |             |  |
|  | Francia    | Francia    | 1          |        |         |             |             |             |  |
|  | Francia    | Francia    | 1          |        | Polonia | Polonia     | 1           |             |  |
|  |            |            |            |        | Polonia | Polonia     | 1           |             |  |
|  |            |            | Russia     | Russia | 3       |             |             |             |  |
|  | Italia     | Italia     | Russia     | Russia | 3       | 1           |             |             |  |
|  | Italia     | Italia     |            |        |         | 1           |             |             |  |
|  | Russia     | Russia     | 3          |        |         | 3º/4º posto | 3º/4º posto | 3º/4º posto |  |
|  | Russia     | Russia     | 3          |        |         |             |             |             |  |
|  |            |            |            |        |         |             |             |             |  |
|  |            |            |            |        |         | Francia     | Francia     | 3           |  |
|  |            |            |            |        |         | Francia     | Francia     | 3           |  |
|  |            |            |            |        |         | Italia      | Italia      | 1           |  |

### Finali 5º - 7º posto
|  | Semifinali | Semifinali | Semifinali |          |           | 5º/6º posto | 5º/6º posto | 5º/6º posto |  |
|  |            |            |            |          |           |             |             |             |  |
|  | Slovenia   | Slovenia   | 1          |          |           |             |             |             |  |
|  | Slovenia   | Slovenia   | 1          |          |           |             |             |             |  |
|  | Rep. Ceca  | Rep. Ceca  | 3          |          |           |             |             |             |  |
|  | Rep. Ceca  | Rep. Ceca  | 3          |          | Rep. Ceca | Rep. Ceca   | 1           |             |  |
|  |            |            |            |          | Rep. Ceca | Rep. Ceca   | 1           |             |  |
|  |            |            | Germania   | Germania | 3         |             |             |             |  |
|  | Germania   | Germania   | Germania   | Germania | 3         | 3           |             |             |  |
|  | Germania   | Germania   |            |          |           | 3           |             |             |  |
|  | Slovacchia | Slovacchia | 2          |          |           | 7º/8º posto | 7º/8º posto | 7º/8º posto |  |
|  | Slovacchia | Slovacchia | 2          |          |           |             |             |             |  |
|  |            |            |            |          |           |             |             |             |  |
|  |            |            |            |          |           | Slovenia    | Slovenia    | 0           |  |
|  |            |            |            |          |           | Slovenia    | Slovenia    | 0           |  |
|  |            |            |            |          |           | Slovacchia  | Slovacchia  | 3           |  |

## Podio

### Terzo posto
Formazione: 1 Pascal Ragondet, 2 Gino Kokuvi, 3 Gérald Hardy-Dessources, 4 Alexandre Ouattara, 5 Stéphane Tolar, 6 Fodé Keita, 7 Ludovic Castard, 8 Romain Vadeleux, 9 Radoslav Dimitro, 10 Marien Moreau, 11 Loïc Geiler, 12 Alexandre Félicité, CT: Stéphane Faure

## Classifica finale
| Classifica | Squadre    | Qualificazione                       |
| ---------- | ---------- | ------------------------------------ |
|            | Russia     | Campionato europeo pre-juniores 2003 |
|            | Polonia    |                                      |
|            | Francia    |                                      |
| 4          | Italia     |                                      |
| 5          | Germania   |                                      |
| 6          | Rep. Ceca  |                                      |
| 7          | Slovacchia |                                      |
| 8          | Slovenia   |                                      |